# Mino Reitano
Beniamino "Mino" Reitano (Fiumara, 7 de dezembro de 1944 — Agrate Brianza, 27 de janeiro de 2009) foi um cantor e compositor italiano. Famoso intérprete de canções românticas e músicas tradicionais da sua região, a Calábria.